# Міська дума

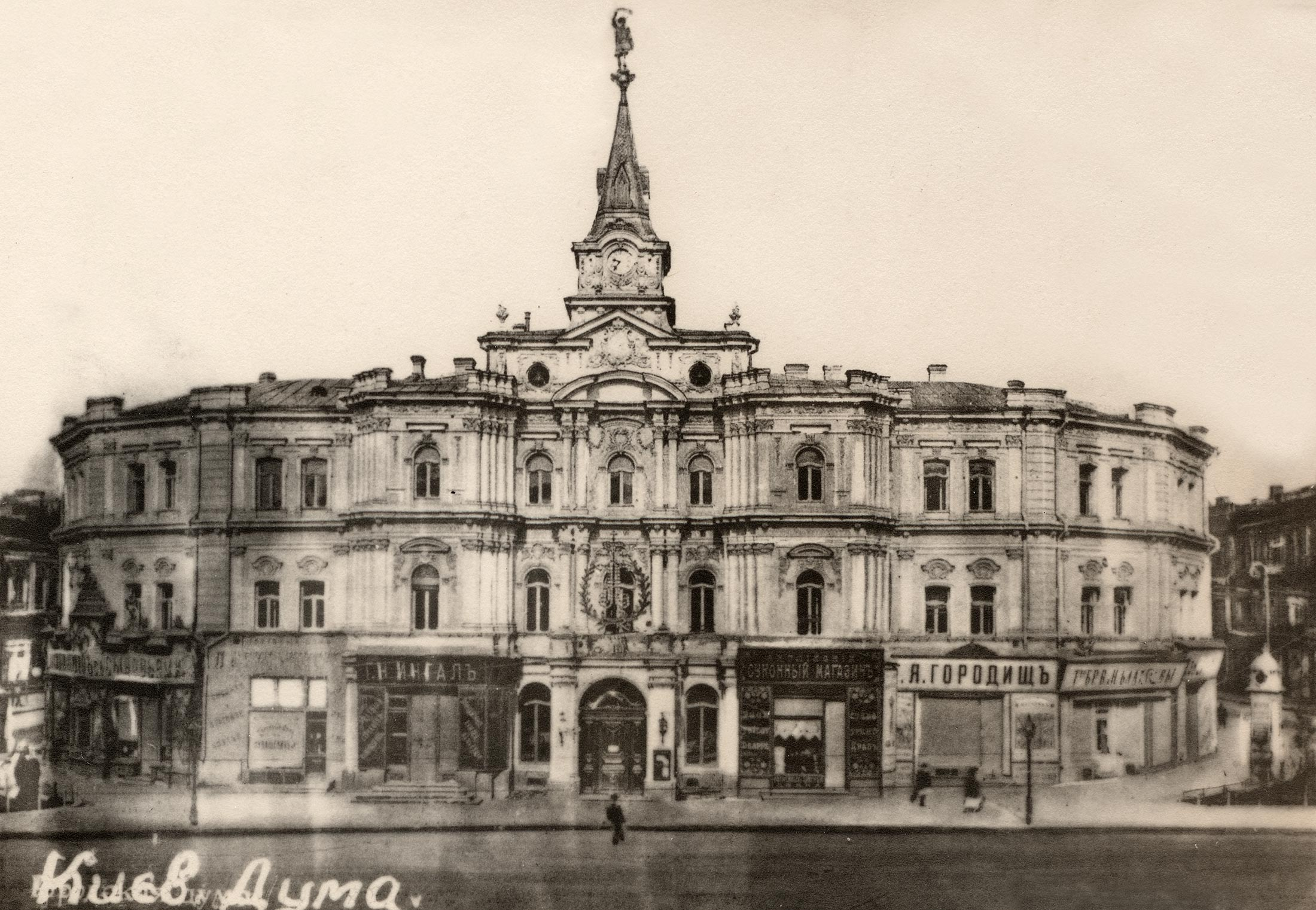
Київська міська дума, 1900

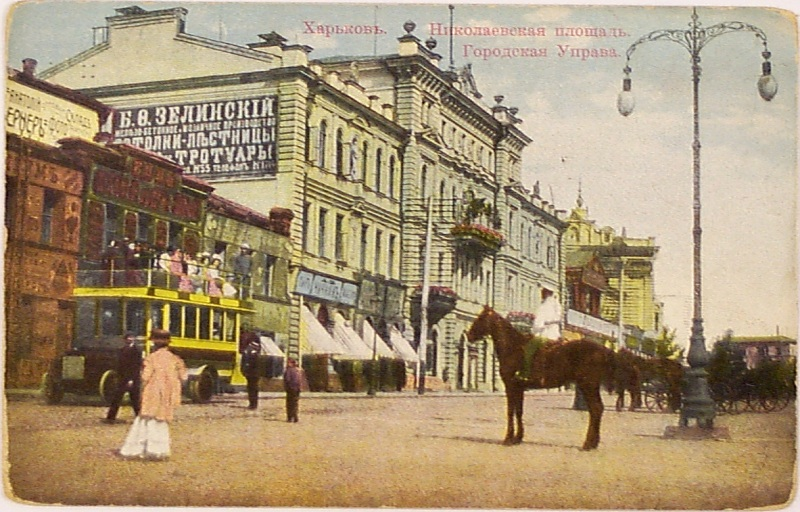
Харківська міська дума, Миколаївська площа, 1910-і. На площі городовий кінно-поліцейської варти

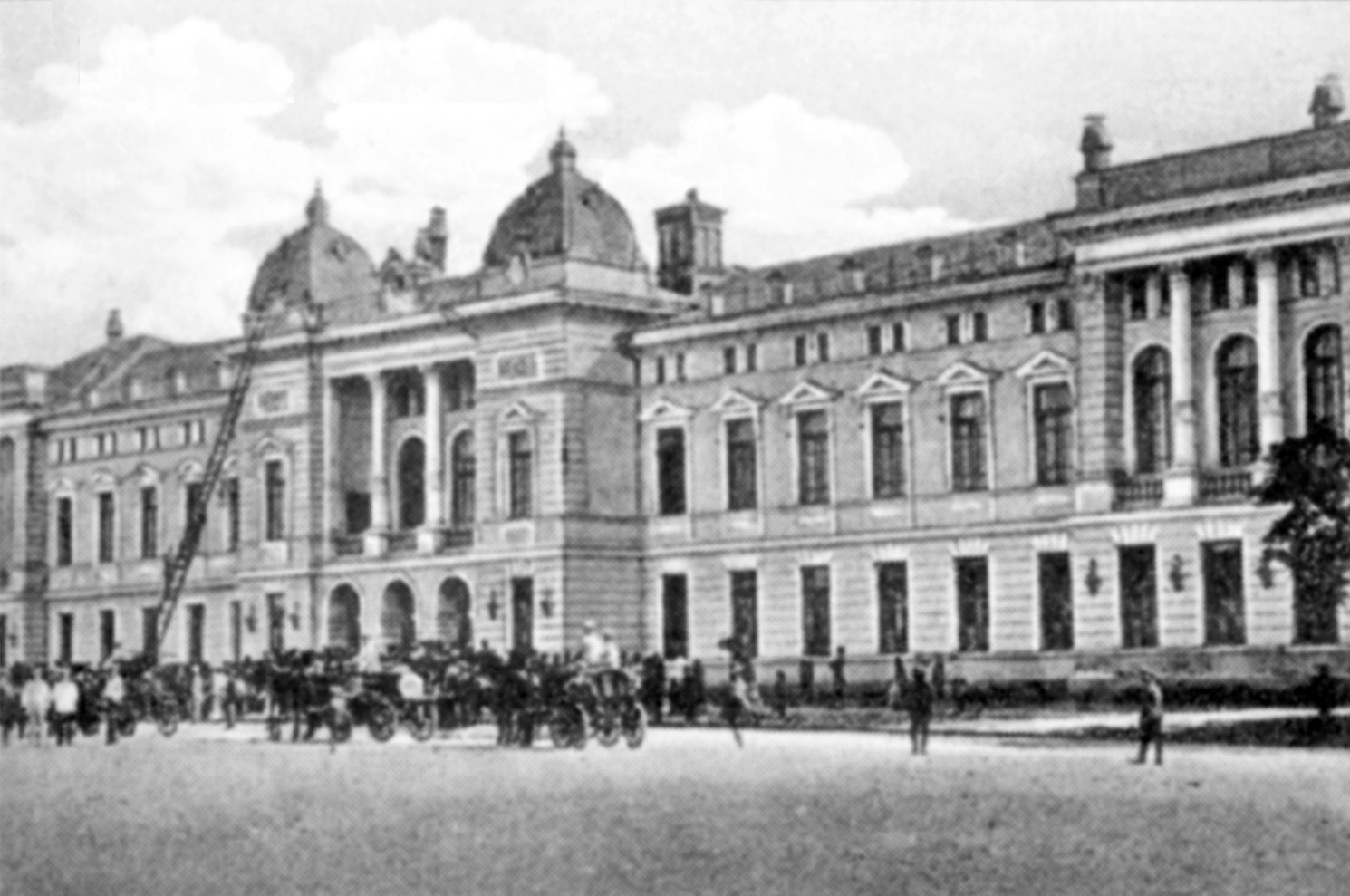
Миколаївська міська дума

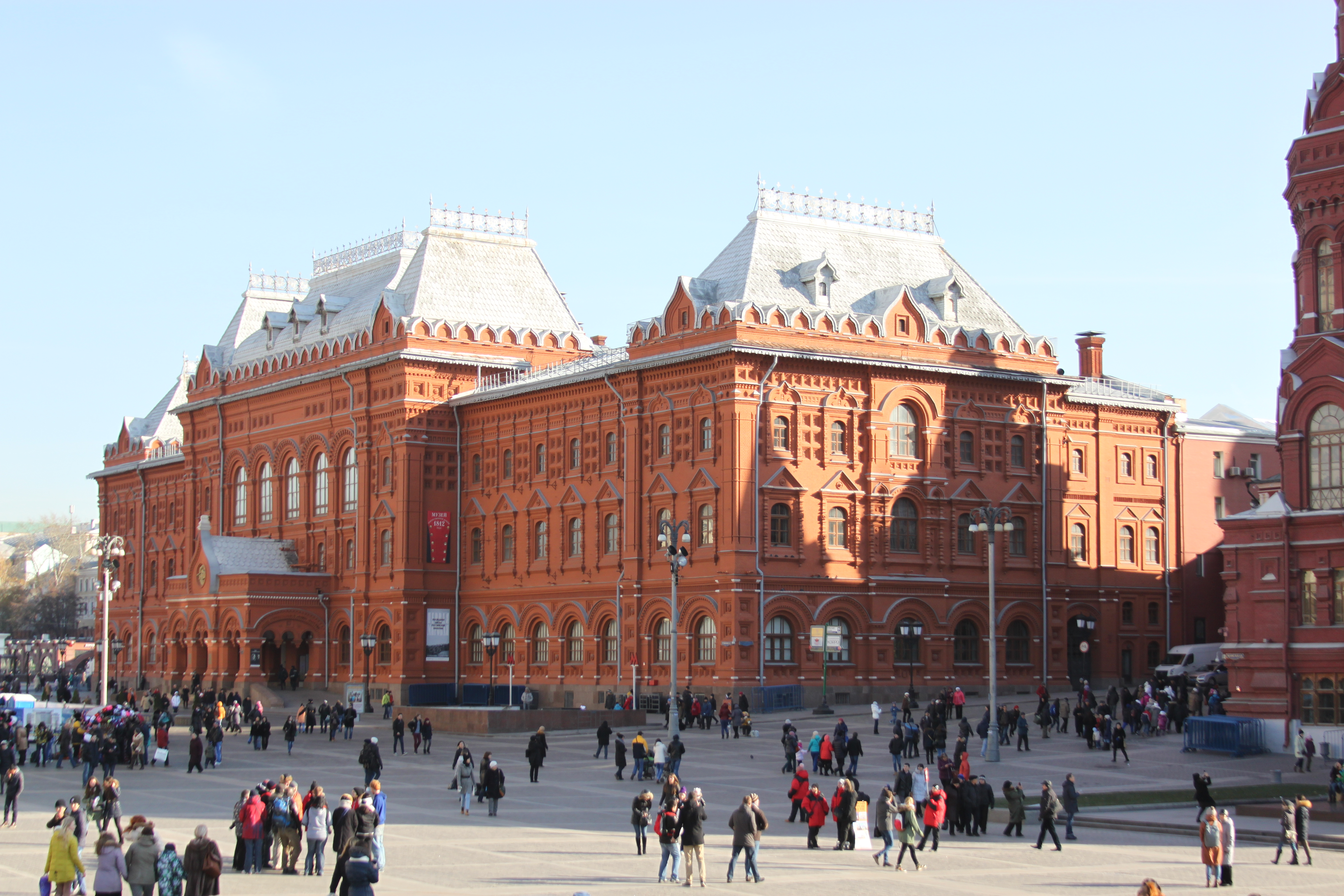
Міська дума. Москва

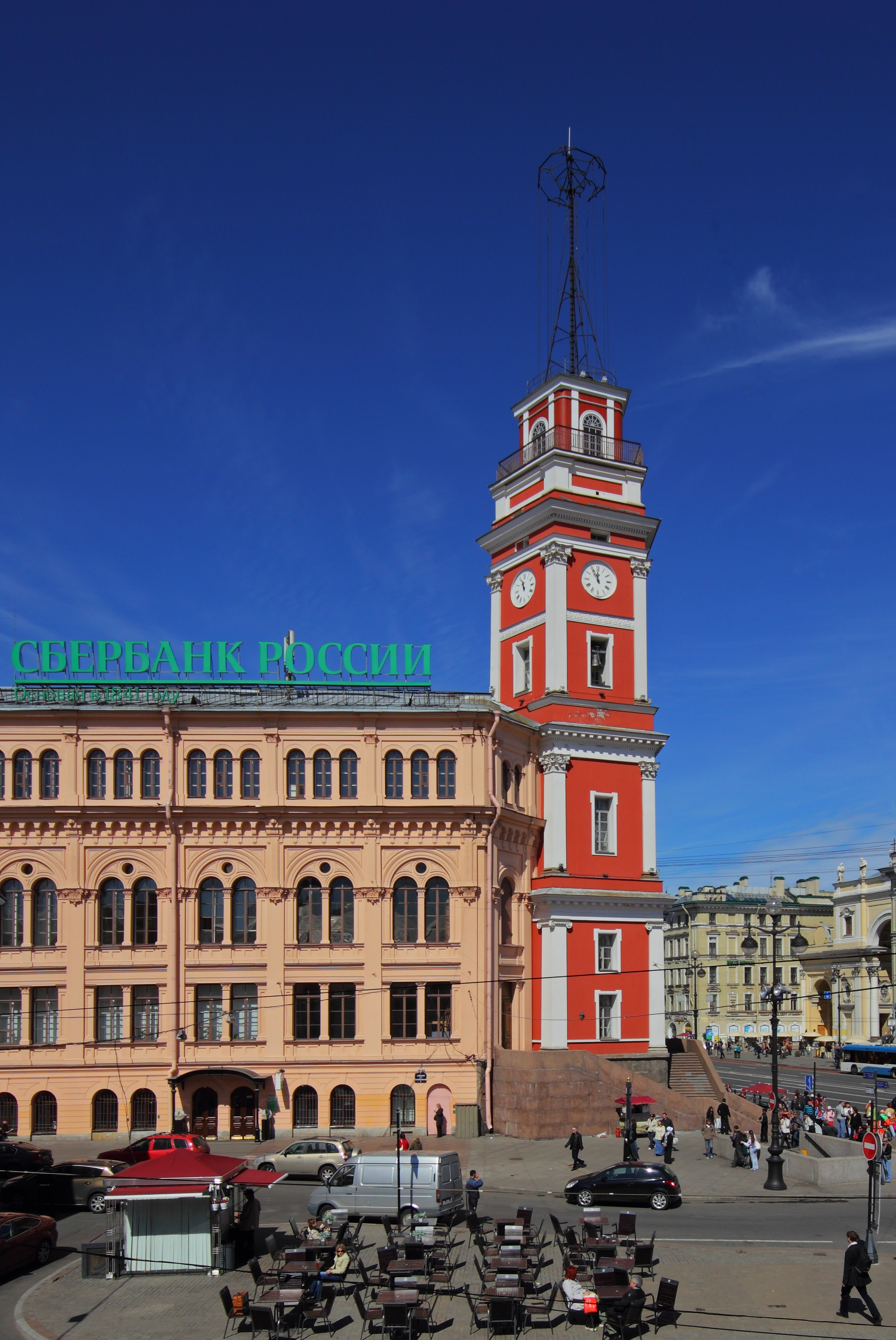
Міська дума. Петербург

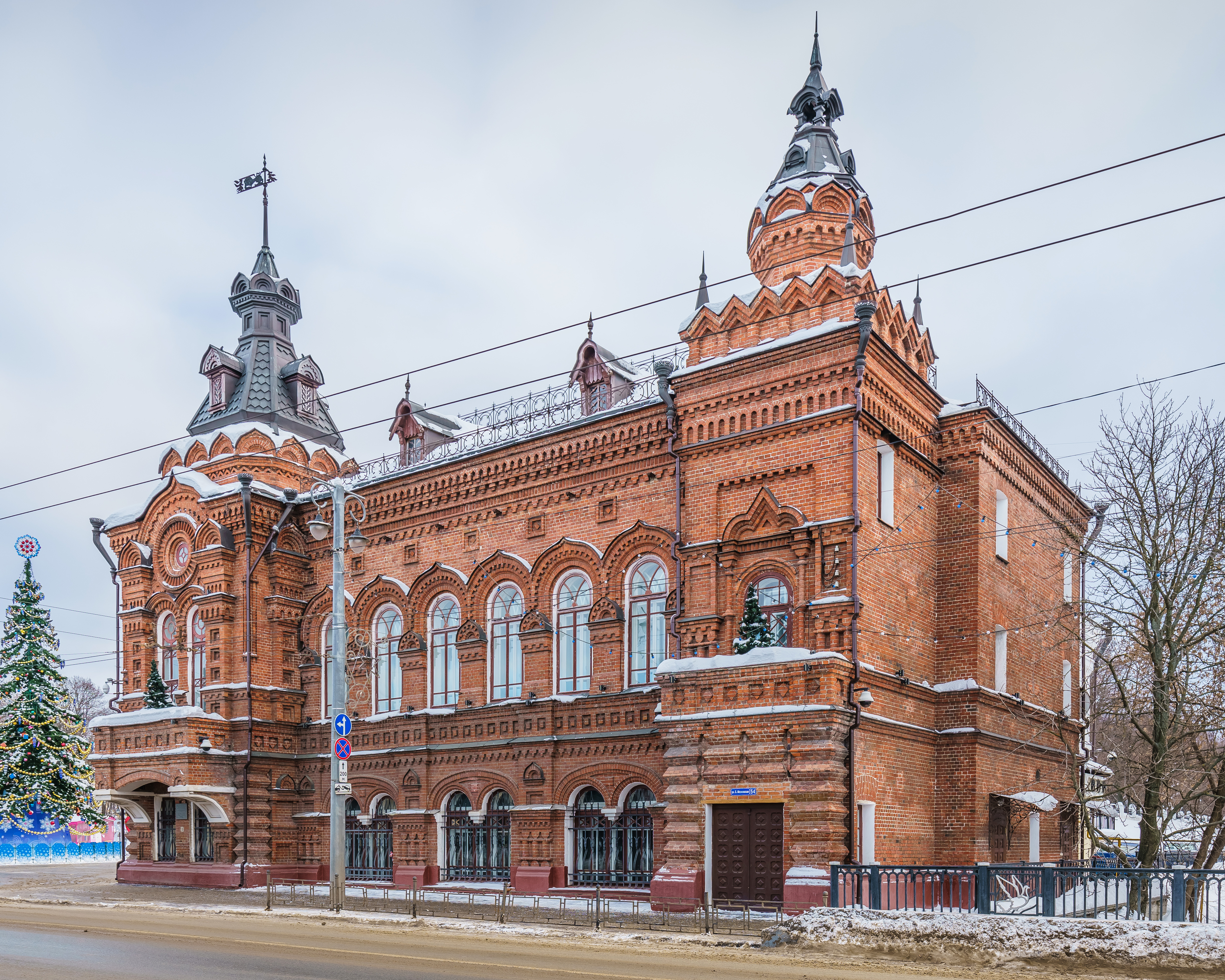
Міська дума. Владимир

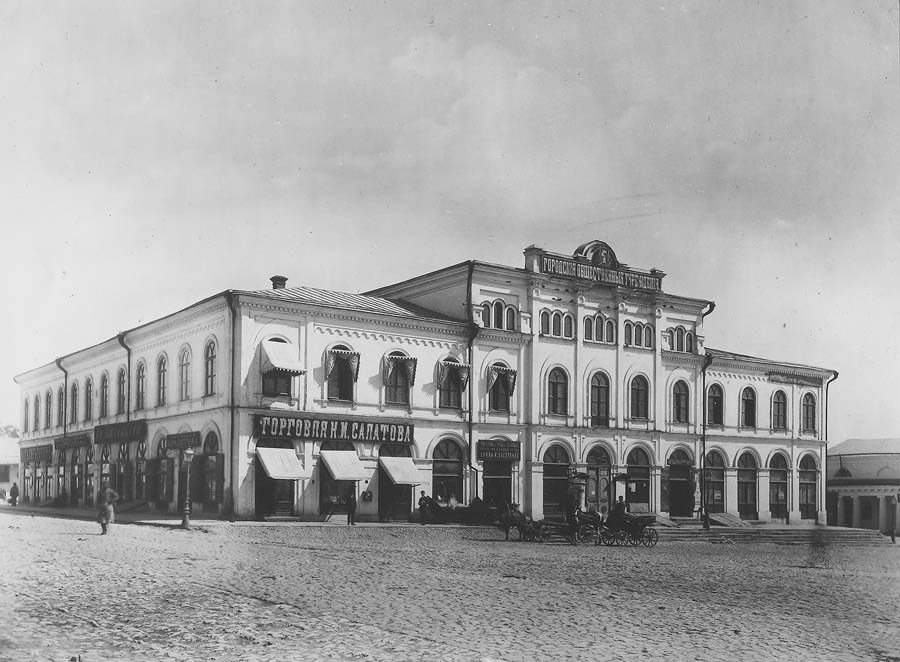
Міська дума. Ростов-на-Дону

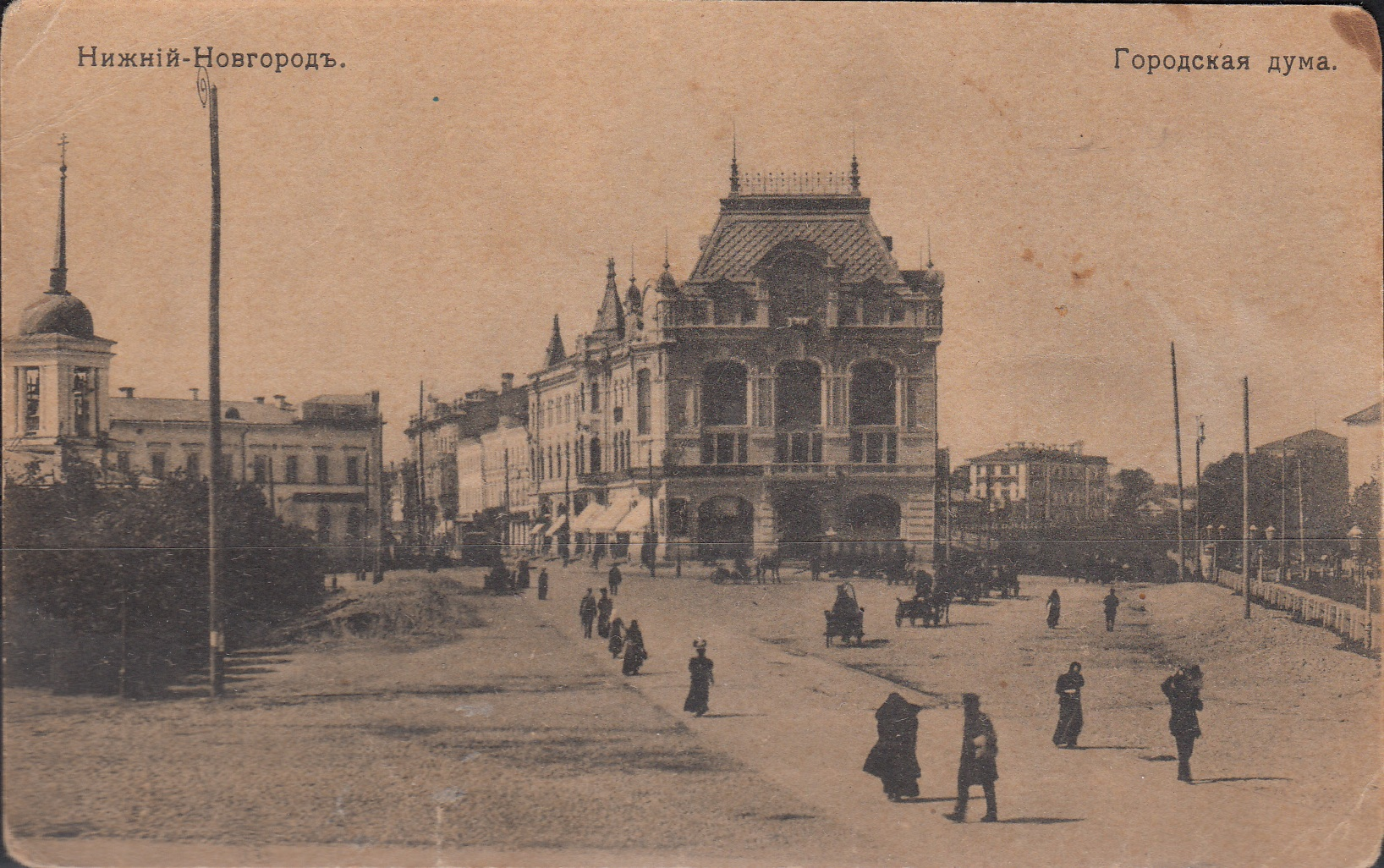
Міська дума. Нижній Новгород

Міська́ ду́ма — виборний розпорядчий орган міського самоврядування в Російській імперії, Російській республіці, Українській Народній Республіці та Українській Державі.

## Загальний опис
Заснована в 1785 «Жалуваною грамотою містам» на засадах станового представництва. Населення міста поділялося на шість розрядів, кожний з яких посилав депутатів до міського зібрання. З членів зібрання обиралась Загальна міська дума, а зі складу думи — її постійний орган Шестигласна дума (входило 6 чоловіків, по одному від кожного розряду міського населення). Виконавчим органом міської думи була міська управа на чолі з міським головою. У містах Лівобережної України та Слобідської України міські думи встановлено з 1785 року, у містах Правобережної України — після приєднання до Російської імперії в 1793-му.
Міська реформа 1870 року замість станового представництва встановила обрання строком на 4 роки гласних (членів) міської думи на основі майнового цензу. Правом голосу користувалися лише власники нерухомості. Більшість міського населення було позбавлено виборчих прав. Виконавчим органом міської думи була міська управа, яку очолював міський голова, він же і голова думи.  Міське самоврядування перебувало в залежності від урядової адміністрації. Голова повітового міста затверджувався губернатором, голова губернського міста — міністром внутрішніх справ.